# 舒悦
舒悦（1972年—），上海笑星、滑稽戏演员。童年在八仙桥宁海西路度过。14岁時考入上海戏曲学校沪剧班。曾当过十多年的沪剧演员，2004年作为人才引进进入了上海滑稽剧团。出演了多部上海的情景喜剧，深受上海观众喜欢。生于上海，祖籍浙江宁波慈溪县庄桥。
2008年参加上海东方卫视“笑林大会”比赛，被评为“上海十大笑星”。
2014年参加上海东方卫视“笑傲江湖”，后在第二场半决赛中为将名额让给另一位选手而选择退赛。
目前，舒悦是上海都市频道《嘎讪胡》的主持人。